# Theristria stigma
Theristria stigma är en insektsart som först beskrevs av Peter Esben-Petersen 1929. 
Theristria stigma ingår i släktet Theristria och familjen fångsländor. Inga underarter finns listade i Catalogue of Life.